# Guyana Stock Exchange
Die Guyana Stock Exchange (GSE) ist eine Wertpapierbörse mit Sitz in Georgetown, Guyana. Sie notiert 15 registrierte Unternehmen. Der Handel erfolgt jeden Montag durch Mundpropaganda auf dem Parkett, unterstützt durch ein elektronisches Limit-Orderbuch. Die Guyana Stock Exchange wird von der Guyana Association of Securities Companies and Intermediaries Inc. (GASCI) betrieben und vom Guyana Securities Council reguliert. Die Marktkapitalisierung der notierten Aktien belief sich im Februar 2025 auf 744,722,645,855 GYD (3,566 Milliarden US-Dollar).

## Geschichte
Die ersten Handelstransaktionen fanden am 30. Juni 2003 statt, wobei 12 Unternehmen im Register eingetragen waren. 2007 war Trinidad Cement Ltd aus Trinidad und Tobago das erste Unternehmen, das offiziell an der GSE notiert war, und zugleich das erste nicht-guyanische Unternehmen, das sich an der Börse registrierte, obwohl es seitdem wieder von der Börse genommen wurde. 2019 wurden Pläne für den ersten Börsengang eines Agrarunternehmens angekündigt, die jedoch aufgrund der COVID-Pandemie ins Stocken gerieten.
Im Jahr 2019 unterzeichnete die Guyana Stock Exchange ein Memorandum zur Zusammenarbeit mit der Barbados Stock Exchange, um die gegenseitige Notierung zwischen den beiden Ländern zu erleichtern. Die Vereinbarung löste auch Diskussionen über die Umstellung auf ein elektronisches Zahlungssystem und die Reform des Securities Industry Act von 1998 aus, um die Aufsicht zu verbessern und Risiken zu reduzieren.

## Indizes
Der Lucas Stock Index wird wöchentlich von Stabroek News veröffentlicht und besteht aus neun wichtigen Aktien der Börse.